# Chrisman, Illinois
Chrisman är en stad (city) i Edgar County i Illinois. Vid 2010 års folkräkning hade Chrisman 1 343 invånare.